# Heinrich von Blumenthal (homme politique)
Ne doit pas être confondu avec Heinrich von Blumenthal (général).
Pour les articles homonymes, voir Blumenthal.
Heinrich Leopold August von Blumenthal, depuis 1786 comte von Blumenthal (né le 14 septembre 1765 à Potsdam et mort le 7 novembre 1830 à Neudeck (de)) est premier chambellan du roi Jérôme Bonaparte et maire de Magdebourg.

## Biographie

### Origine
Il est membre de la famille noble von Blumenthal dans le Brandebourg. Il est le fils et héritier de Johann August comte von Blumenthal (1722-1788) (il est élevé au rang de comte le 2 octobre 1786). Sa mère est Ulrike Amalie, née comtesse von Wartensleben (1741-1808).

### Carrière
En 1786, il rejoint le régiment des gens d'armes (de) de Berlin comme cornet et participe le 1er février 1788 son départ comme lieutenant. Il se consacre alors à la gestion de ses domaines de Betzendorf, Adamsdorf et Lieben. En 1790, il devient chambellan royal prussien et chambellan ducal de Mecklembourg-Strelitz. Depuis le 15 juillet 1795, il est chanoine à Magdebourg.

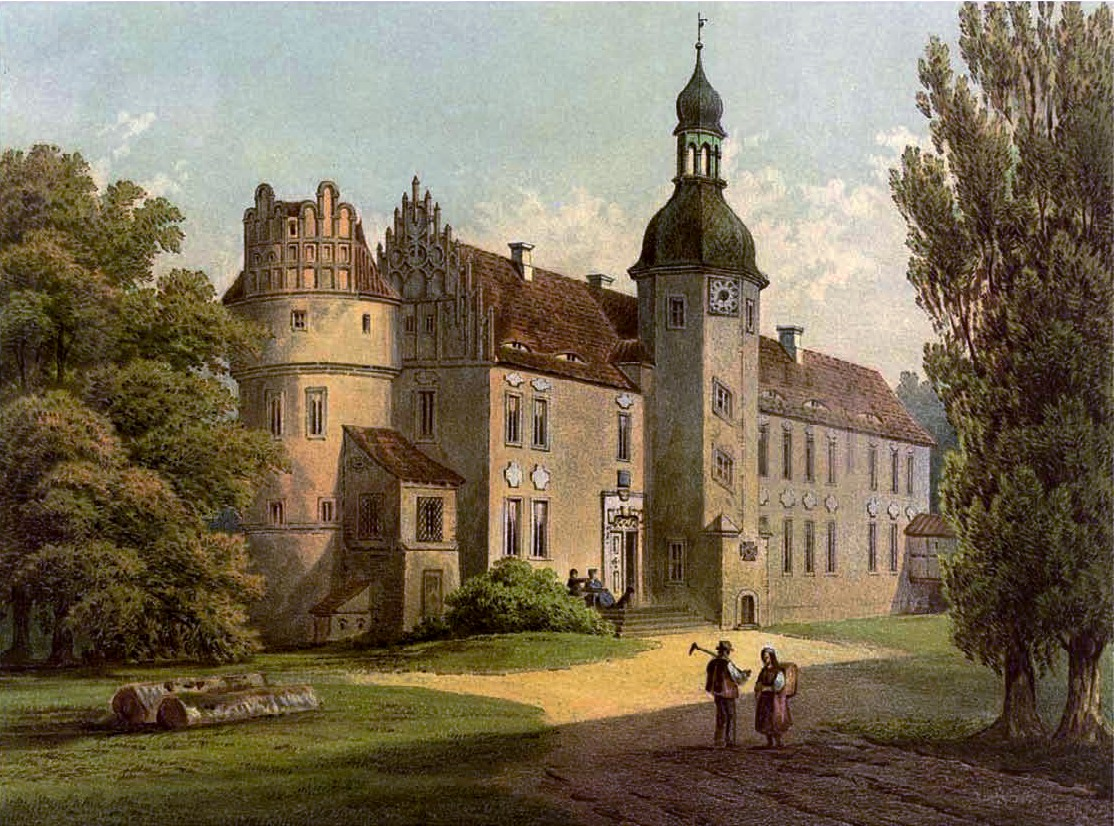
Château de Neudeck (vers 1860), Collection Alexander Duncker

Dans la tourmente des guerres napoléoniennes et de l'abolition de l'asservissement héréditaire, il subit d'importantes pertes économiques. En 1807, il est député (pour les prélats et chevaliers de Magdebourg) dans la députation des domaines qui négocie la constitution du royaume de Westphalie (de) à Paris et à Fontainebleau. Après la formation du royaume de Westphalie, il est maire de Magdebourg de 1807 au 30 juin 1808.
Du 2 juin 1808 au 26 octobre 1813, il est membre élu des États impériaux du royaume de Westphalie pour le département de l'Elbe dans la classe des propriétaires terriens.
Le 1er août 1809, il vend la marchandise (grevée d'emprunts), acquiert le château de Neudeck près d'Herzberg et devient premier chambellan et gouverneur du château Napoleonshöhe pour des raisons financières.
Il est chevalier de l'Ordre de Saint-Jean et chevalier de la Légion d'honneur[Quand ?].

## Famille
Le 26 septembre 1788, Blumenthal se marie avec Friederike von Plessen auf Kleinvielen (1769–1848). Le couple a plusieurs enfants :
- Hans (1789–1794)
- Adam (1792-1812), tué à Borodino
- Ida (1794–1874)
- Jeanne (1796–1807)
- Albert (1797–1860), lieutenant général prussien marié avec Mathilde von Schlegel (1803–1870)
- Friedrich (1798–1855), lieutenant-colonel prussien marié en 1837 avec Malwine Rehfeld (1813–1887)
- Angélique (1801–1870)
- Heinrich (1803–1839), premier lieutenant prussien marié avec Marie Wohlfahrt (1809–1895)
- Bernhard (1804–1866) marié avec Léonide von Arnim (1814–1893)
- Catherine (1807-1874)
- Marie (1811-1865) mariée avec Georg von Arnim (1806-1845), seigneur de Suckow